# 神門古墳群
神門古墳群（ごうどこふんぐん）は、千葉県市原市惣社にある古墳群。5号墳は千葉県指定史跡に指定されている。

## 概要

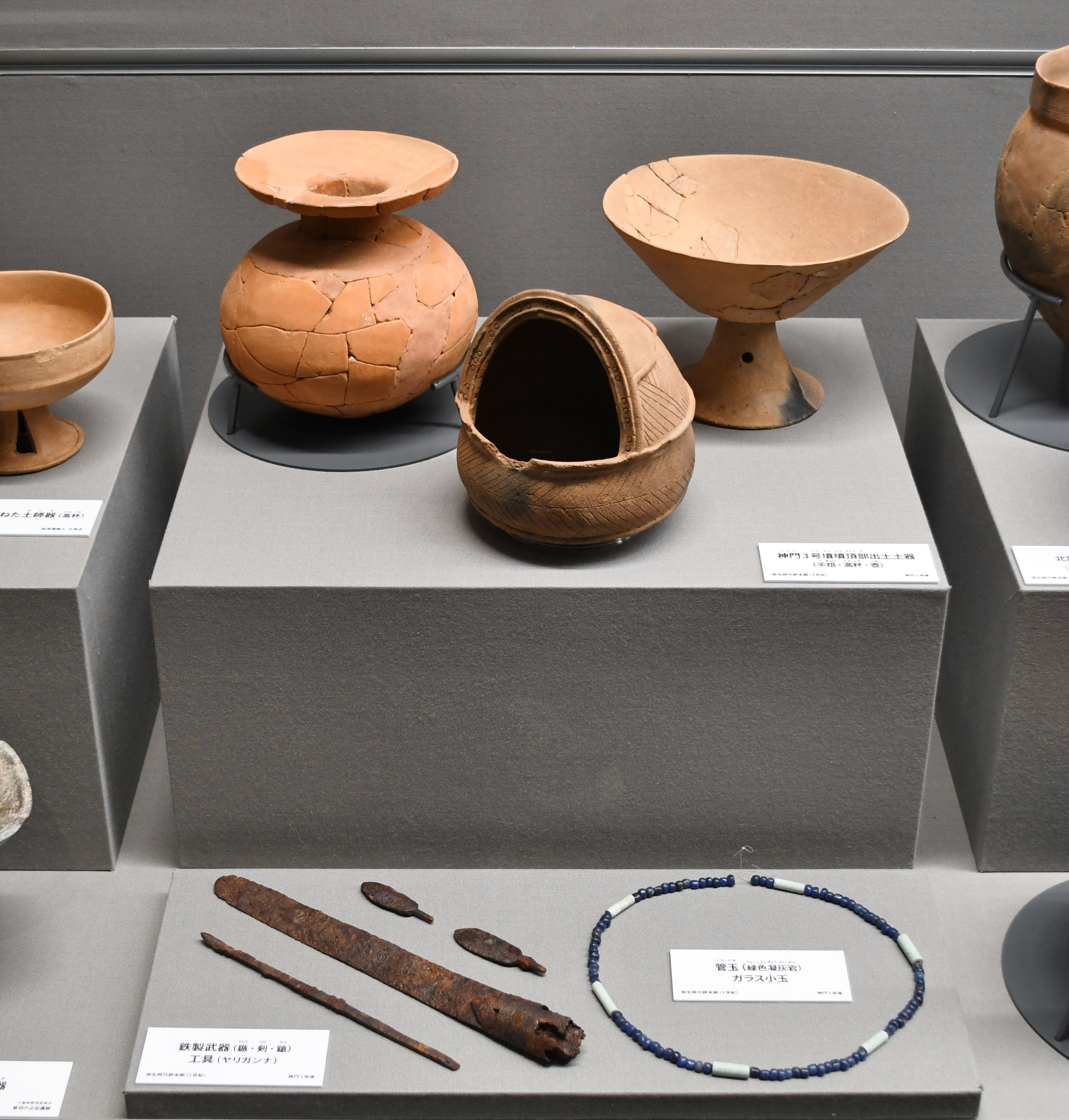
3号墳 出土品市原歴史博物館展示。

養老川下流域北岸の市原台地西縁部に所在し、前方後円墳3基、方墳3基、円墳1基が調査されている。
3号墳
1987年（昭和62年）発掘調査。墳丘全長47.5メートル（復原値53.5メートル）、後円部径33.5メートル、前方部長20メートル、同幅15メートル、くびれ部幅7メートル、墳丘高5.2メートル、復原周溝全長63.5メートルを測る前方後円墳で、鉄剣1、鉄槍1、鉄鏃2、やりがんな1、管玉10、ガラス小玉103などが出土。
4号墳
1975年（昭和50年）発掘調査。墳丘全長49メートル、後円部長33メートル、同幅30メートル、前方部長13メートル、同幅13メートル、くびれ部幅8.5メートル、墳丘高4.3メートル、復原周溝全長55.2メートルを測る前方後円墳で、鉄剣1、鉄鏃41、管玉31、ガラス小玉394、鉄槍1、やりがんな1などが出土。
5号墳
1948年（昭和23年）と1983年（昭和58年）発掘調査。墳丘全長36.5メートル（復原値42.5メートル）、後円部長31.5メートル、同幅32メートル、前方部長11メートル、同幅12メートル、墳丘高5.9メートル、復原周溝全長49.5メートルを測る前方部の未発達な前方後円墳で、鉄剣1、鉄鏃2、ガラス玉6などが出土。
以上の3古墳は出現期段階のいわゆる纒向型前方後円墳として捉えられ、周溝形態の発達過程などから、5号墳が最も古く、4号墳、3号墳の順序で比較的短期間に造営されたものと考えられている。その造営年代は3世紀中葉から後葉とする説が有力であるが、3世紀前半まで遡ると見る見解もあり邪馬台国の時代の古墳と目されている。

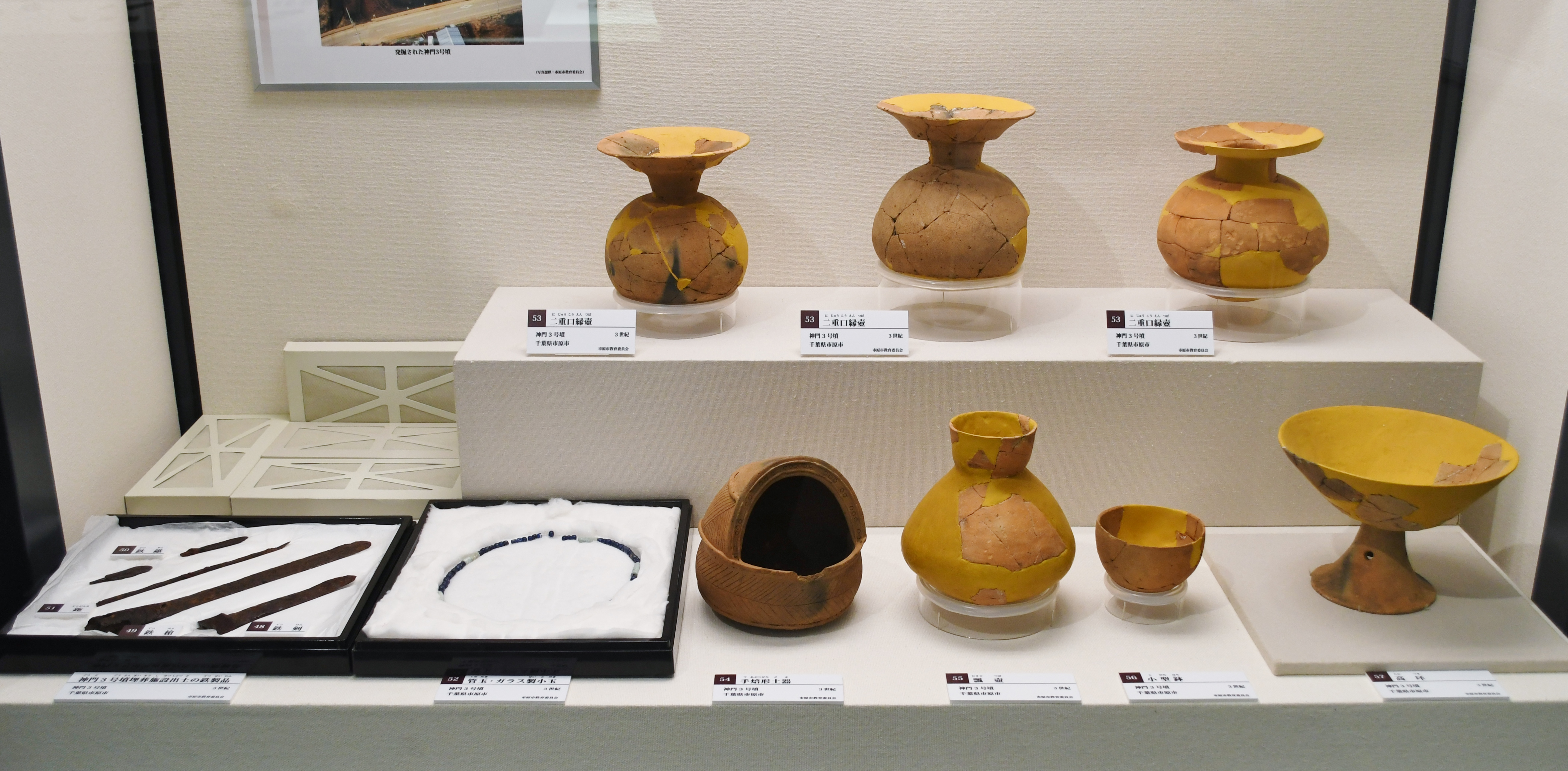
3号墳出土品 松戸市立博物館企画展示時に撮影。

## 文化財

### 千葉県指定文化財
- 史跡
  - 神門5号墳 - 1989年（平成元年）3月10日指定。